# Masaki Kashiwara
Masaki Kashiwara (柏原 正樹 Kashiwara Masaki?,  nacido el 30 de enero de 1947 en Yūki, Ibaraki) es un matemático japonés, profesor del Instituto Universitario de Estudios Avanzados de Kioto (KUIAS). Fue alumno de Mikio Sato en la Universidad de Tokio. Kashiwara realizó importantes contribuciones al análisis algebraico, análisis microlocal, teoría de módulos D, teoría de Hodge, teoría de haces y teoría de la representación. Es el ganador del Premio Abel en la edición de 2025.
.
Kashiwara y Sato establecieron los fundamentos de la teoría de sistemas de ecuaciones diferenciales parciales lineales con coeficientes analíticos, introduciendo un enfoque cohomológico que sigue el espíritu de la teoría de esquemas de Alexander Grothendieck. Joseph Bernstein introdujo un enfoque similar en el caso de los coeficientes polinómicos. La tesis de maestría de Kashiwara expone los fundamentos de la teoría de módulos D. Su tesis doctoral demuestra la racionalidad de las raíces de las funciones b (polinomios de Bernstein-Sato), utilizando la teoría de módulos D y la resolución de singularidades. Fue ponente plenario en el Congreso Internacional de Matemáticos de 1978, celebrado en Helsinki y ponente invitado en la edición de 1990, celebrada en Kioto. 
Es miembro de la Academia Francesa de Ciencias y de la Academia de Japón.
En 2025 la Academia Noruega de Ciencias le concedió el premio Abel.

## Conceptos y teoremas que llevan el nombre de Kashiwara
- Teorema de constructibilidad de Kashiwara
- Teorema del índice de Kashiwara
- Filtración de Kashiwara-Malgrange (por Kashiwara y Bernard Malgrange)
- Teorema de Cauchy-Kowalevsky-Kashiwara (por Kashiwara, Augustin-Louis Cauchy y Sofya Kovalevskaya )
- Operadores de Kashiwara
- Bases cristalinas de Kashiwara

## Lista de libros disponibles en inglés
- Seminar on micro-local analysis, de Victor Guillemin, Masaki Kashiwara, y Takahiro Kawai (1979), ISBN 978-0-691-08232-5
- Systems of microdifferential equations, de Masaki Kashiwara; notes and translation by Teresa Monteiro Fernandes; introduction by Jean-Luc Brylinski (1983), ISBN 978-0-8176-3138-3
- Introduction to microlocal analysis, de Masaki Kashiwara (1986)
- Foundations of algebraic analysis, de Masaki Kashiwara, Takahiro Kawai, y Tatsuo Kimura; translated by Goro Kato (1986), ISBN 978-0-691-08413-8
- Algebraic analysis : papers dedicated to Professor Mikio Sato on the occasion of his sixtieth birthday, edited by Masaki Kashiwara, Takahiro Kawai (1988), ISBN 978-0-12-400466-5
- Sheaves on manifolds : with a short history <Les débuts de la théorie des faisceaux> by Christian Houzel, by Masaki Kashiwara, Pierre Schapira (1990), ISBN 978-3-540-51861-7
- Topological field theory, primitive forms and related topics, by Masaki Kashiwara et al.(1998), ISBN 978-0-8176-3975-4
- Physical combinatorics, Masaki Kashiwara, Tetsuji Miwa, editors (2000), ISBN 978-1-4612-7121-5
- MathPhys Odyssey 2001: integrable models and beyond: in honor of Barry M. McCoy, Masaki Kashiwara, Tetsuji Miwa, editors (2002), ISBN 978-0-8176-4260-0
- D-modules and microlocal calculus, Masaki Kashiwara; translated by Mutsumi Saito (2003), ISBN 978-0-8218-2766-6
- Categories and sheaves, Masaki Kashiwara and Pierre Schapira (2006), ISBN 978-3-540-27949-5

## Lista de libros disponibles en francés
- Bases cristallines des groupes quantiques, de Masaki Kashiwara (rédigé par Charles Cochet); Cours Spécialisés 9 (2002), viii+115 pages, ISBN 978-2-85629-126-9